# Białobrzegi (Masovia)
Białobrzegi è un comune urbano-rurale polacco del distretto di Białobrzegi, nel voivodato della Masovia.
Ricopre una superficie di 78,93 km² e nel 2004 contava 10 227 abitanti.